# Василь Мигулин
Мигулин Василь (р. н. і р. с. невід.) — український громадський і культурний діяч на Далекому Сході (див. Далекосхідні поселення українців), організатор видавництва «Сяйво» в м. Нікольськ-Уссурійський (нині м. Уссурійськ Приморського краю, РФ; 1920), режисер та уповноважений 1-го Далекосхідного товариства українських артистів, голова Нікольськ-Уссурійського українського національного комітету (1921). До травня 1921 — завідувач Нікольськ-Уссурійським відділом Українського далекосхідного крайового кооперативу «Чумак», редактор-видавець газети «Зоря» (Нікольськ-Уссурійський, 1921). Після встановлення восени 1922 радянської влади в Примор'ї перебував на еміграції в Китаї, спочатку — в Харбіні, а згодом — у Тяньцзіні та Циндао; голова Товариства «Просвіта» в Циндао, редактор газети «На Далекому Сході» (Циндао, 1937).